# Margareth Menezes

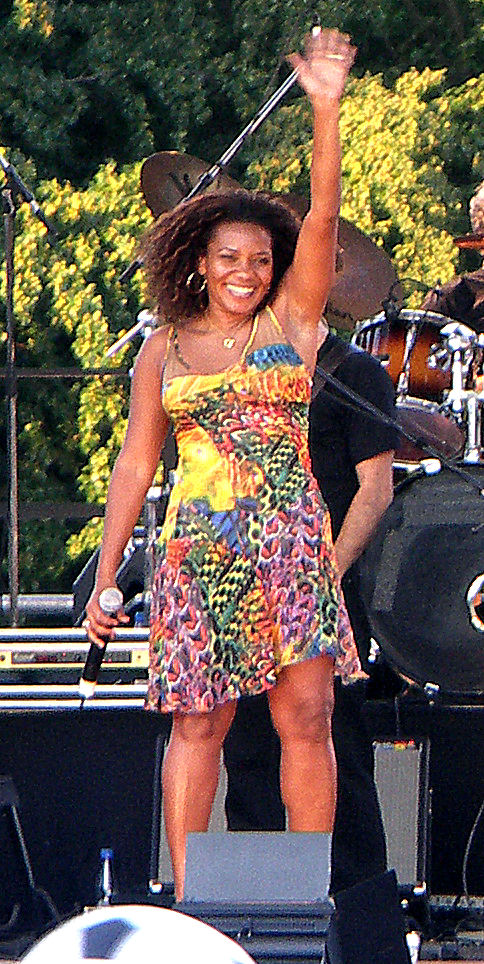
Margareth Menezes im Juni 2006 in Berlin.

Margareth Menezes (* 13. Oktober 1962 in Salvador da Bahía) ist eine brasilianische Sängerin der Música Popular Brasileira und parteilose Politikerin. Sie steht dem Sambareggae und der Axé-Musik nahe. Seit Januar 2023 ist sie Kulturministerin im dritten Kabinett Lula da Silvas.
Menezes wurde in einem armen Stadtteil von Salvador da Bahia geboren. Erste musikalische Prägungen erfuhr sie durch den religiösen Gesang in ihrer Kirchengemeinde. Dort begann sie auch sehr früh zu singen (daher wird sie in Brasilien auch als die Aretha Franklin Brasiliens bezeichnet). Da ihre Mutter Musik sehr mochte, lernte sie schon als Kind die reiche musikalische Tradition ihres brasilianischen Heimatstaates Bahia kennen. Menezes sang privat in jeder möglichen Situation, spielte Gitarre und schrieb schon als Teenager erste eigene Songs. In dieser Zeit trat sie während des Karnevals in Salvador erstmals als Sängerin und auch als Schauspielerin in verschiedenen Theatern ihrer Heimatstadt auf.
Nach verschiedenen Auftritten in Nachtklubs als Sängerin gewann Menezes im Alter von 21 Jahren den Troféu Caymmi als „Beste weibliche Interpretin von Bahia“. Danach tourte sie mit einer elfköpfigen Band durch ganz Bahia. 1988 nahm sie ihr erstes Solo-Album auf. Es hatte den Titel: Margareth Menezes. Ihr zweites Album Elegibô stand elf Wochen auf Platz eins in den amerikanischen World-Music-Charts. Das Album wurde auch vom US-amerikanischen Billboard Magazine für 10.000 verkaufte Kopien in den USA ausgezeichnet.
1989/90 lud der britische Musiker David Byrne Margareth Menezes zur Mitwirkung an seiner Tour durch die USA und Europa ein. Dies beförderte die internationale Karriere von Menezes erheblich, zumal die bis dahin trotz ihrer Auszeichnungen noch weitgehend Unbekannte durch ihr Temperament dem unterkühlten Byrne die Show stahl. Danach folgten erste erfolgreiche Solo-Tourneen durch die USA, Kanada, Frankreich, Italien, Deutschland und Belgien. 1995 spielte Menezes beim Montreux Jazz Festival und beim Heimatklänge-Festival in Berlin mit großem Erfolg. 2002 war sie in dem Dokumentarfilm Moro no Brasil des finnischen Filmregisseurs Mika Kaurismäki zu sehen. Im gleichen Jahr war sie auch Gast auf dem Tribalistas-Projekt von Marisa Monte, Carlinhos Brown und Arnaldo Antunes. 2003 landete sie mit Dandalunda einen großen Karnevalshit in Brasilien.

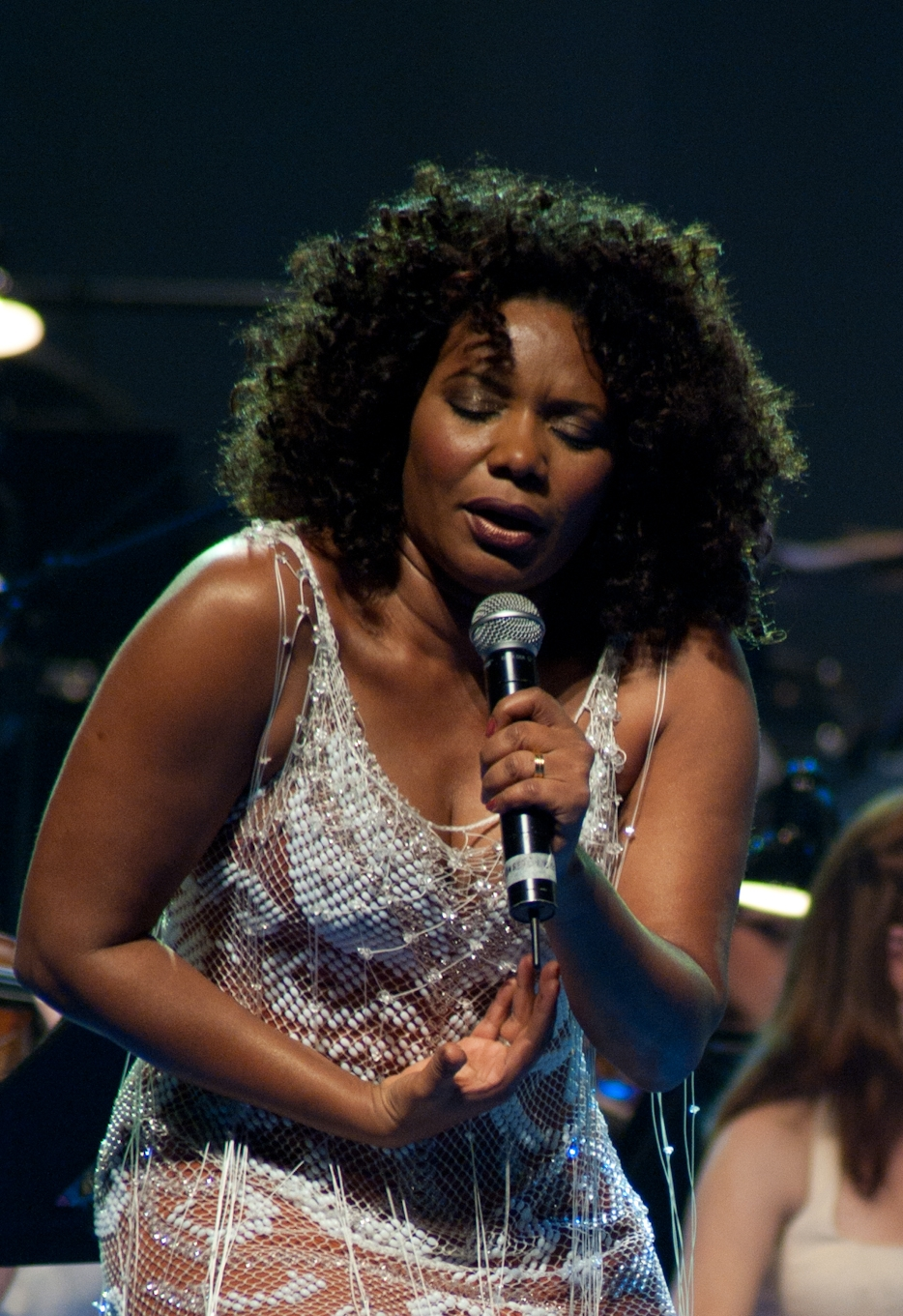
Margereth in 2010, Bahia.

## Diskographie
- 1988 Margareth Menezes, Polygram do Brasil
- 1989 Um Canto para Subir, WR e Polygram
- 1989 Ellegibô, LP und CD, Mango/Island Records (EU) und Polidor (England)
- 1991 Kindala, Polygram
- 1993 Luz Dourada, Polygram
- 1995 Gente de Festa, Warner Continental do Brasil
- 1998 Disco Autoral
- 2001 MagaAfropopbrasileiro, produziert von Carlinhos Brown und Alê Siqueira.
- 2003 Tete-à-tete Margareth Menezes Afropopbrasileiro, Estrela do Mar (selo próprio)
- 2004 Festival de Verão Salvador, CD und DVD, Som Livre/Rede Globo
- 2005 Margareth Menezes Pra Você, EMI